# 흥국 (기업)
흥국(Heungkuk Metaltech Co. Ltd.)은 대한민국의 단조품 제조 기업이다. 본사는 충청남도 아산시 둔포면 아산밸리로 357에 위치해 있다. 대표이사는 류명준이다.

## 자회사
- 화산공정기계(산동)유한공사
- HEUNGKUK AMERICA

## 참고 문헌
1. ↑  흥국 언더캐리지 등 건설중장비 부품 공급에 주력, 철강금속신문, 2015.03.26
2. ↑  한국IR협의회 기술분석보고서-흥국, 2020.12.24.[깨진 링크(과거 내용 찾기)]
3. ↑  흥국, 류명준 대표이사로 변경, 한경닷컴, 2015.03.26